# Huťský vodopád
Huťský vodopád (německy Huttenbachfall) se nachází blízko Rokytnice nad Jizerou na Huťském potoku. Jedná se o kaskádovitý vodopád celkové výšky 20 m. V Rokytnici nad Jizerou se Huťský potok vlévá do Jizery.

## Přístup
Vodopád leží ve vzdálenosti přibližně 2,5 km od horské chaty Dvoračky a přibližně 1 km od chaty Huťská bouda.